# Ludwig Krul
Ludwig Krul (* in Lübeck; † 1431 ebenda) war Ratsherr der Hansestadt Lübeck.

## Leben
Ludwig Krul war Sohn des am 10. April 1404 verstorbenen lübschen Bürgers gleichen Namens. Während der bürgerlichen Unruhen in Lübeck zu Beginn des 15. Jahrhunderts war er Mitglied im 60er-Ausschuss der Bürger und gehörte 1413 bis 1416 als Ratsherr dem Neuen Rat an. Er war bis 1415 Wetteherr, also für Gewerbeangelegenheiten zuständiger Ratsherr. Bei Rückkehr des Alten Rates 1416 wurde er auch in diesen gewählt. 1422 war er gemeinsam mit dem Ratsherrn Tidemann Steen Befehlshaber auf der Lübecker Flotte in der Deutschen Bucht. 1424 ist er als Schiedsrichter im Streit der Stadt Bremen mit den Ostfriesischen Häuptlingen belegt. Er vertrat die Interessen Lübecks auf den Hansetagen 1426 und 1430. In Testamenten Lübecker Bürger wird er häufiger als Urkundszeuge und als Vormund aufgeführt.
Ludwig Krul war bereits zu Trinitatis 1429 Mitglied der patrizischen Zirkelgesellschaft und bewohnte das Haus Königstraße 36.